# 小行星7645
小行星7645（英語：7645 Pons）是一颗围绕太阳公转的小行星。1989年1月4日，安東寧·姆爾科斯在克列特发现了此天体。
这颗小行星的绝对星等为213.45393等。